# Loden letter

Loden letter van de hoofdletter H:
a. beeld
b. voorzijde
c. korps
1. vlees
2. kerf
3. breuk
4. voet

De loden letter is een staafje van lettermetaal dat in spiegelbeeld een letter, cijfer of symbool draagt en wordt gebruikt bij de hoogdruktechniek.
Het letterstaafje wordt gegoten uit een legering van lood, antimoon en tin in een gietvorm die een matrijs bevat met daarin het leesbare beeld van de letter. Het hoofdbestanddeel lood wordt gebruikt omdat het makkelijk te smelten en te gieten is. 
Tin wordt toegevoegd:

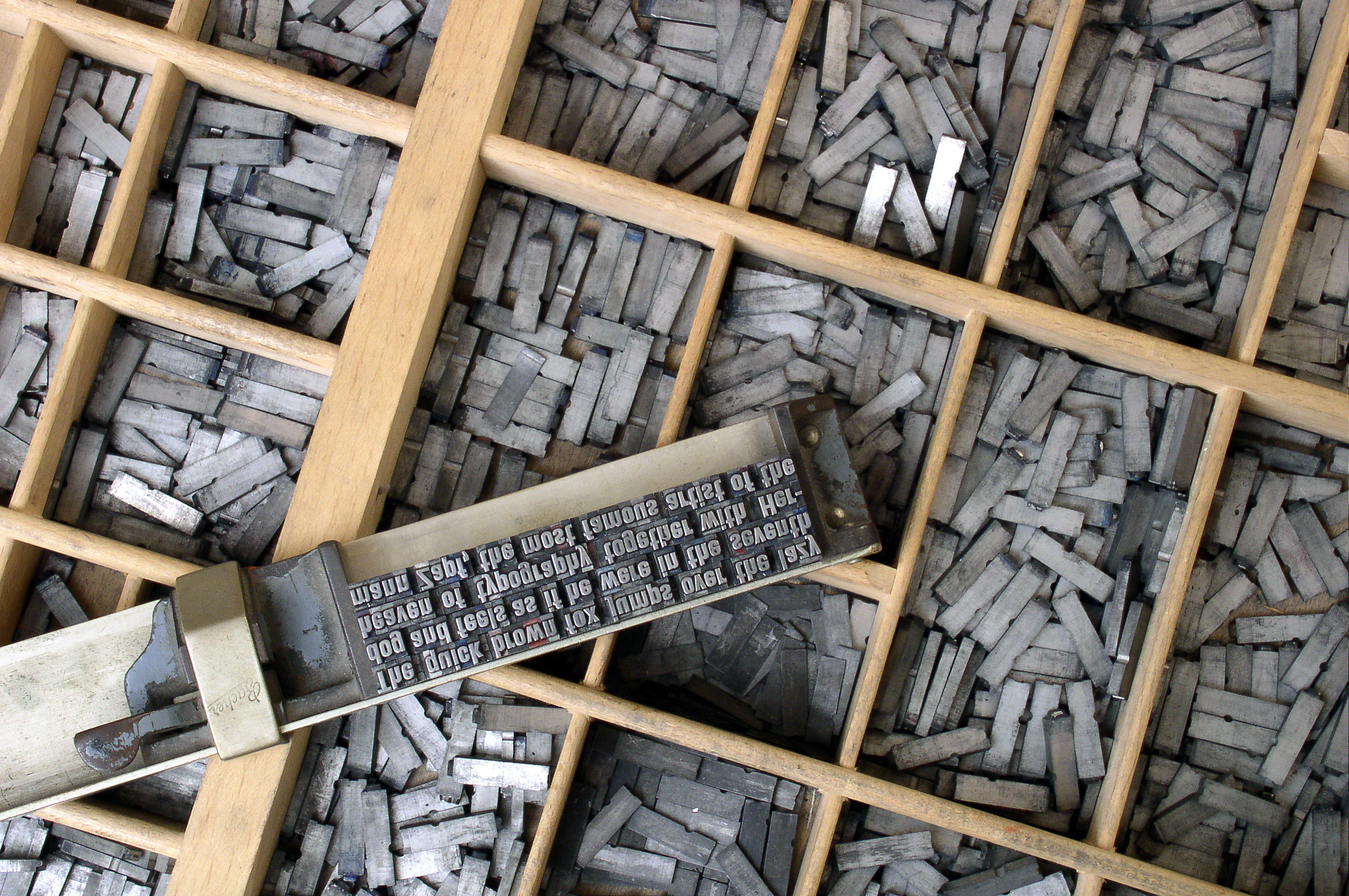
Het zetten van tekst met loden letters in een zethaak

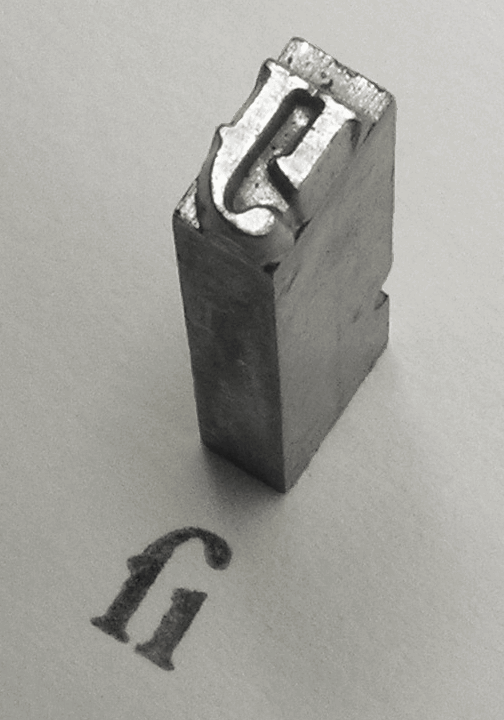
Loden letter

- om de eenheid van de legering te bevorderen
- tin vergroot de vloeibaarheid van het mengsel
- tin laat de oppervlakte-spanning van het mengsel afnemen
- hierdoor kan de matrijs tot in alle details worden gevuld.

Antimoon heeft eveneens meerdere functies: 
- bij het afkoelen van de legering worden mengkristallen van tin en antimoon gevormd, die bepalend zijn voor de hardheid van de legering.
- als antimoon stolt zet het uit, in tegenstelling tot lood en tin, die metalen krimpen als ze van vloeistof overgaan in een vaste stof. De uitzetting van het antimoon gaat die krimp tegen, waardoor het letterbeeld niet in de matrijs afbreekt.

Het rangschikken van loden letters heet zetten of letterzetten. Loden letters werden na de uitvinding van de boekdrukkunst in de drukkerijen gegoten. Door specialisatie werd het gieten later overgenomen door lettergieterijen. Deze letters worden handletter genoemd. De letters worden met de hand gezet. Het resultaat heet handzetsel.
In de tweede helft van de negentiende eeuw na de uitvinding van de semi-automatische zetmachine kwam het lettergieten bij veel grotere drukkerijen weer onder eigen dak. Deze machines leverden geen losse letters meer, maar volledige pagina's in machinezetsel.